# Paperina di Rivondosa
Paperina di Rivondosa è una storia a fumetti Disney, pubblicata a puntate su Topolino dal numero 2583 fino al 2595 nel 2005. È la parodia di Elisa di Rivombrosa. Scritta e disegnata da Silvia Ziche.
Racconta delle lunghe avventure del conte Castori (Paperino) e di Paperina, una serva, che vogliono sposarsi ma sono impediti dalle usanze del tempo secondo cui una serva non può sposarsi con un nobile.

## Trama

### Episodio 1
La serva Paperina Scalzi (Paperina) prega il conte Paperino Castori (Paperino) di ritornare nella tenuta di Rivondosa per stare accanto alla zia, la contessa Agnese Castori (Doretta Doremì). Il Console Incerti, però, da a Paperino anche una lettera molto importante: la lista dei congiurati che vogliono uccidere il Re Paperone III (Zio Paperone), da consegnare al Capitano Pavidoni al Pian del Pollo.
Intanto Ciccio Van Ducker Beauville (Ciccio) informa il governatore Ottavio Rockerduck (Rockerduck) della congiura contro il Re e della lista dei congiurati che presto arriverà per mezzo di Pavidoni. In realtà Rockerduck è egli stesso un congiurato e trama con la cugina di Ciccio, Amelia Van Ducker Beuville (Amelia). Per impedire che la lista arrivi al Re Rockerduck invia dei briganti (i Bassotti). Per salvaguardare le apparenze invia (in ritardo, ovviamente) anche il Capitano Bogarto (Umperio Bogarto) a Pian del Pollo. Umperio, essendo piuttosto tardo di comprendonio, non capisce nemmeno dove recarsi e si riduce a seguire un Bassotto.
Paperino arriva a Pian del Pollo ma cade nell'agguato teso dai Bassotti. Riesce comunque a fuggire con la lista dei congiurati. Bogarto, arrivato anche lui lì, vede solo un ufficiale dell'esercito (Paperino) che fugge e lo riferisce a Rockerduck che capisce solo di essere in pericolo, non sapendo chi sia quella persona.
Paperina si reca dal dottor Pico de Ceppis (Pico de Paperis) perché la Contessa Agnese non si sente bene. La moglie del dottore, Lucia, si sente in colpa perché lui, da nobile, è diventato servo perdendo le ricchezze e non potrà partecipare alla festa del ritorno del conte. Paperino alla festa balla con Paperina nello sgomento generale (non sa ancora che Paperina è una serva). De Ceppis arriva inaspettatamente e informa tutti che Lucia è scomparsa.

### Episodio 2
Rockerduck, Amelia e Gastone Drago (Gastone), il cugino di Paperino, stanno architettando un piano per uccidere il re. Amelia dice a Rockerduck che l'ufficiale visto da Bogarto fuggire con la lista è Paperino. Rockerduck comincia a pensare che Amelia sia una strega.
Paperino scopre che Paperina non è nobile e comincia ad inseguirla per la casa brandendo un candelabro. Intanto Anna Castori (Brigitta), nonché cugina di Paperino, tenta di convincere Filo Sgangherati (Filo Sganga), il suo fidanzato, impegnato a giocare a biliardo e a sperperare denaro, ad aiutare Emy, Ely, Evy che stanno male. Brigitta stessa sviene per i modi menefreghisti con cui la tratta Filo. Interviene allora Pico chiamato da Paperina che fa rinvenire Anna. Ricompare di nuovo Paperino, ancora arrabbiato che cerca di picchiare Paperina, ma viene fatto inciampare dalla contessa Agnese.
Entra pure Amelia che, mentre Paperino è semisvenuto, ne approfitta e lo inganna dicendo di essere la sua migliore amica. Paperina dice allora di non fidarsi di Amelia sostenendo che è una strega. Quest'ultima allora pensa: "Una strega? Magari! Potrei fare tutto quel che mi pare. Per esempio trasformare la gente in cactus." E subito dopo aver pensato queste parole, la Contessa Agnese si trasforma realmente in un cactus però nessuno, tranne Amelia, se ne accorge.

### Episodio 3
Scoprendo che è una strega, Amelia esulta e lo dice alla sua serva Arabella. Scopre che può trasformare la gente solo in piante grasse, i cactus. Con la scomparsa di Agnese, Filo Sgangherati cerca di impossessarsi di Rivondosa, non riuscendoci. Paperino si accinge poi ad inseguire Paperina, che gli ha detto "Sei cattivo e meschino! Me ne vado!".
Paperina, ormai fuggita, aggredisce Gastone con un pesce a causa di una sua provocazione, e finisce in prigione. Angelo Paperoga (Paperoga), lo stalliere, lo riferisce al conte che va da Rockerduck per farsi firmare la grazia. Rockerduck, però, vedendo arrivare Paperino pensa che voglia consegnare al Re la lista dei congiurati. Paperino, capendo la situazione, allora dice a Rockerduck che gliela darà se firmerà la grazia in favore di Paperina. Rockerduck allora accetta, ma si fa imbrogliare perché non riceverà mai la lista dei congiurati. Paperino scopre inoltre che pure Gastone è nella lista dei congiurati.

### Episodio 4
Paperina viene riaccettata a Rivondosa e diventa istitutrice di Emy, Ely, Evy.
Gastone Drago suggerisce al cugino di far sposare Paperina con Angelo Paperoga.
A questa proposta lei ride, così Angelo, indignato, se ne va. Il conte viene poi arrestato dal perfido Rockerduck, ma scappa buttandosi in un fiume.

### Episodio 5
Paperino ritorna a casa tutto inzuppato di acqua e con un brutto raffreddore, dove viene curato da De Ceppis (a malapena sopportato da Anna) e da Paperina (che è stata cacciata di casa da Anna e poi riammessa da Paperino). Il conte chiede poi a Paperina di nascondere la busta con l'elenco dei congiurati. Lei, allora, compila migliaia di buste false disseminandole per tutta la casa, in modo da confondere chi volesse cercare la lista vera. Purtroppo si accorge troppo tardi che così facendo non ricorda più dove ha messo la lista originale. Dopo essersi arrabbiato con Paperina, il conte decide di volerla sposare.

### Episodio 6
Chiedono a Don Tognino, il frate, di sposarsi, ma arrivati in chiesa trovano soltanto un cactus (era stato trasformato precedentemente da Amelia). Anna chiede aiuto alla cugina del re, la duchessa Reginella Bussani (Reginella), affinché distolga Paperino dallo sposarsi con una serva. Reginella rivela inoltre che il Re è solito andare in incognito a prendere una pizza, ogni giorno da una fornaia molto economica.
Paperina è molto invidiosa di Reginella e se ne va da Rivondosa pensando che il conte avesse trovato la donna che faceva per lui. Per caso le capita di ascoltare una conversazione tra Rockerduck e Amelia nella quale progettano un attentato al re la mattina seguente.

### Episodio 7
Re Paperone va, come al solito, a mangiare la sua pizza, ma un Bassotto cerca di colpirlo. Paperino sventa l'attentato inseguendolo. Alla guida della carrozza del re c'era Angelo, che equivoca e pensa che sia Paperino l'attentatore.
Ora, Reginella non vuole più impedire a Paperino il matrimonio: ha capito che Paperina è coraggiosa.
Alla locanda Paperina saluta Martino, Pasquino e Pinguino (Qui, Quo, Qua) che lavoravano con lei molto prima di essere assunta dalla contessa Agnese, ma Nonna Papera e Paperina scoprono che sono i nipoti di Paperino e li portano a Rivondosa. Anna è disperata ("Prima la serva, poi i trovatelli! Mio cugino ha perso una rotella!") ma Filo è felice perché la tenuta presto sarà sua, anche se il conte glielo vuole impedire.
Paperino e Paperina progettano ancora di sposarsi.

### Episodio 8
Viene organizzato il matrimonio tra Paperino e Paperina ma tutti sono sbalorditi e confusi, perché Anna aveva fatto credere che fosse solo una commedia di un nobile che voleva sposare una serva. Gli invitati cominciano a chiedersi dove pagare il biglietto e si lasciano ad apprezzamenti avventati circa l'aspetto dei due sposi.
Il conte capisce che c'era lo zampino di Anna in quella faccenda e la caccia insieme a Filo, sempre arrabbiatissimo. Intanto, i Bassotti, per errore, danno fuoco alla biblioteca del conte.

### Episodio 9
Amelia cerca di confortare Paperina, sempre più convinta di portare sfortuna, mentre Martino, Pasquino e Pinguino hanno già capito che Amelia è una strega.
Angelo, per ordine di Ciccio, si fa riammettere a Rivondosa come stalliere per poter cercare la lista, consegnarla al Re e capire se Paperino è dalla parte dei congiurati.
Anna, inoltre torna dal conte supplicandolo di riammetterlo in casa sua: Filo, si è rivelato un "mostro", come dice lei stessa. Infatti non fa altro che sperperare il denaro di Anna ed è indebitato fino al collo.
Paperina, tutta delusa e dispiaciuta, va via, ma Anna gli dice "Non è importante il titolo... Filo è un nobile, eppure è un furfante ricattatore" e allora Paperina torna.
Il piano B di Amelia era far credere che Martino, Pasquino e Pinguino erano suoi nipoti persi durante una scampagnata. Pico non sopporta più i piagnistei di Paperina e Anna che continuano a lamentarsi e pentirsi di tutto. Ora Paperina decide di fuggire per sempre. Paperoga, intanto, cerca la lista dei congiurati nella biblioteca.

### Episodio 10
Ciccio ha quasi scoperto i falsi nipoti di Amelia, ma viene trasformato in cactus da lei.
Paperina viene seguita da Anna che le rivela che è stata Amelia a non volere il matrimonio, collaborando con un suo piccolo aiuto.
Gastone, per ordine di Rockerduck, deve prendere la lista con la forza, e lui ed il conte Castori fanno un duello di spade, ma Gastone si da una botta da solo per non sacrificare l'amicizia. Perciò perde la memoria e, da quel momento, diventa fortunato.
Poi, Amelia chiede alla serva Arabella di legare "i tre marmocchi" in cantina (cioè Martino, Pasquino e Pinguino, perché li doveva sfruttare per avere la lista) ma Arabella rifiuta e viene trasformata anche lei in un cactus. I bambini scoprono tutto, e scappano.
Il conte caccia Amelia, ma è triste nel scoprire che anche Angelo cerca la lista. Questi gli spiega che serve al re, ed il conte gli riferisce che nella lista sono inclusi anche Ottavio Rockerduck, Gastone Drago e Beauville. Paperoga risponde che Ciccio Beuville è fedele al Re.

### Episodio 11
Paperoga e il conte capiscono che Beuville si riferiva, non a Ciccio, ma a sua cugina Amelia. Il conte va a parlarne con Ciccio, ma questo è stato già trasformato tempo addietro in un cactus e Amelia ne approfitta per farlo arrestare con l'accusa di omicidio. Paperino quindi viene processato, ma offende il giudice e il processo viene sospeso.
A Rivondosa ritorna Filo che comincia a spadroneggiare sui servi, inclusi Paperoga e Paperina mentre rinchiude Anna, l'unica che può contrastarlo, nella sua stanza. Le guardie vengono, quindi a prelevare Paperina per farla testimoniare al processo.

### Episodio 12
Paperina non viene creduta al processo e viene riportata a casa. Progetta quindi con Paperoga di liberare la contessa Anna e di portare lei a testimoniare, sicura che avrebbero creduto di più ad una nobile.
Quella notte Paperina ruba le chiavi delle stanze a Filo e lo chiude nella sua camera, così libera Anna, che va a testimoniare che Paperino è innocente. Non viene creduta lo stesso e Paperino viene condannato a morte.
Angelo e Paperina allora scappano da Reginella, che fa credere ad Amelia che non c'è nessuno, ma questa si arrabbia e la trasforma in un cactus mentre Paperina e Angelo scappano via.
Filo trova una delle false buste una formula magica, e leggendola si teletrasporta sulla luna dove rimane imprigionato.
Ottavio decide con Amelia che non dovranno impedire che Paperina faccia evadere il conte. Così Paperino di sicuro li guiderà al luogo dove ha nascosto la lista dei congiurati.

### Episodio 13
Paperina fa evadere l'amato e vanno a cercare la lista. Cadono in un agguato teso dalle guardie di Rockerduck e vengono catturati. Paperina è creduta morta ma in realtà era riuscita a rifugiarsi da Pico.
Paperina riesce pure con l'aiuto di Martino, Pasquino e Pinguino a recuperare un gran mucchio di buste, distraendo le guardie, dove di sicuro era pure la lista dei congiurati.
Il giorno dopo, poco prima dell'esecuzione di Paperino, arriva Paperina sulla carrozza di Reginella e afferma che Paperino è innocente dicendo di aver trovato la lista dei congiurati. Ottavio minaccia il re con una pistola ma Paperino va addosso al governatore e lo stende a terra prima che possa sparare.
Tutti cominciano a cercare tra il mucchio di buste la lista dei congiurati. Arriva per caso Gastone, ancora un po' traballante e senza memoria che trova al primo colpo la lista che scagiona Paperino.
Il Re dichiara tutti nobili, in modo che tutti siano felici e in modo da appianare ogni differenza tra aristocratici e servi. Inaspettatamente anche Lucia, la moglie di Pico de Ceppis e tornata.
Tuttavia, Paperina non è ancora felice del tutto perché ha finalmente capito che Reginella, Arabella, Don Tognino, Agnese e Ciccio erano stati tutti trasformati in cactus da Amelia. Gastone, sempre casualmente, trova tra le liste false una che spiega come liberarsi dall'incantesimo che trasforma in cactus.
Ma, il giorno del matrimonio tra Paperino e Paperina, Paperino viene anche lui trasformato in un cactus da Amelia. Gastone Drago non ricorda dove ha messo la formula magica, così Paperina esclama: "Bè, perché prendersela...in fin dei conti, è andato quasi tutto bene... alla formula penserò domani, tanto domani è un altro giorno...".

## Corrispondenze con i nomi
- Paperina Scalzi di Rivondosa - Elisa Scalzi Ristori di Rivombrosa. Paperina è la protagonista della storia. Papera giovane e altruista, veste una gonna e un fiocco rosso.
- Paolino Paperino Castori - Fabrizio Federico Giovanni Clemente Ristori di Rivombrosa. Conte molto irascibile, è innamorato di Paperina. Durante il matrimonio viene trasformato in cactus da Amelia.
- Ottavio Rockerduck - Ottavio Ranieri. Governatore impassibile, si confida spesso con Amelia. Viene arrestato dal Capitano Bogarto, il suo capo delle guardie.
- Amelia Van Ducker Beauville - Lucrezia Priscilla Adelaide Van Necker Beauville, strega (possiede il potere di trasformare le persone in cactus). Non si sa che fine farà.
- Gastone Drago - Giulio Drago. Per lui, l'amicizia vale di più della cospirazione per il re. Cugino di Paperino, viene costretto da Rockerduck e Amelia a lottare per avere la lista, ma per non sacrificare l'amicizia con il conte, si dà una testata con la spada e perde la memoria. Da quel momento diventa fortunato.
- Anna Castori - Anna Ristori Radicati di Rivombrosa. Cugina di Castori, è fidanzata con Filo Sgangherati. Odia profondamente il marchese e Paperina. Pensa che le nipotine non vengano istruite bene da lei. Odia anche il dottor de Ceppis. Poi si pentirà e sopporterà molto bene la scomparsa del suo fidanzato.
- Pico de Ceppis - Antonio Ceppi. Un tempo era nobile ma sposò una serva e diventò un semplice medico. Sopporterà con fatica la scomparsa della moglie, per poi ritornare nobile e sposarla nuovamente. Sempre disprezzato da Anna, alla fine diventano grandi amici.
- Angelo Paperoga - Angelo Buondio. Lo stalliere del Conte, poi cocchiere del re. Un po' stravagante ed un po' irascibile come il conte, ma è sempre stato fedele ai suoi padroni.
- Paperone III di Savoia - Carlo Emanuele III di Savoia. Re di Rivondosa e Piemonte, ama la pizza e ogni giorno va in incognito da una fornaia per farsela preparare. Gentile e taccagno, stravagante e ironico. Fa diventare tutto il popolo nobile alla fine della storia (e così facendo appiana ogni disuguaglianza tra i contadini e l'aristocrazia). È il cugino della duchessa Bussani.
- Ciccio Beauville - Jean Luc Beauville. Consigliere del re, pigro, mangione ma fedele, pensa che la cugina Amelia trami qualcosa. Viene trasformato in cactus da quest'ultima e salvato da Paperina.
- Filo Sgangherati - Alvise Radicati di Magliano. Marchese obeso e arrogante, fa di tutto per far interdire il futuro cognato Paperino, così la tenuta di Rivondosa sarà sua. Si fidanza con Anna, salvo poi lasciarsi. Mentre Paperino è in prigione prende possesso di Rivondosa spadroneggiando sui servi e rinchiudendo Anna, l'unica in grado di contrastarlo, nella sua camera da letto. Muore soffocato venendo trasportato sulla Luna leggendo una formula magica.
- Reginella Bussani - Clelia Bussani. Simpatica duchessa, è cordiale con tutti, tranne che con i cospiratori. Cugina del re, lo incontra quasi sempre. È l'unica aristocratica che è dalla parte di Paperino e Paperina. Viene trasformata in un cactus da Amelia per poi venire salvata da Paperina.
- Martino, Pasquino, Pinguino - Martino Ristori. Tre servi di una locanda, nipoti di Paperino, lavoravano con Paperina. La loro specialità è intrattenere gli ospiti. Scopriranno che Amelia è una strega.
- Emy, Ely, Evy - Emilia Radicati di Magliano. Nipotine di Paperino. Sono istruite da Paperina. Vestono con gonne e fiocchi rosa chiaro, gli piace giocare.
- Nonna Papera - Bianca Buondio. Cuoca di Rivondosa.
- Agnese Castori - Agnese Ristori I di Rivombrosa. Zia di Paperino, viene trasformata in cactus per sbaglio da Amelia, non ancora del tutto consapevole dei suoi poteri da strega.
- Capitano Bogarto - Capitano Terazzani
- Don Tognino mantiene lo stesso nome. Prete che avrebbe dovuto celebrare il matrimonio segreto tra Paperino e Paperina. Prima che i due sposi arrivino in chiesa, viene trasformato da Amelia in cactus.
- Isabella diventa Arabella. Serva di Amelia. Si rifiuterà di rinchiudere Pasquino, Martino e Pinguino in cantina e di assecondare i disegni della sua perfida padrona e perciò verrà trasformata in un cactus da Amelia.
- Console Giovanni Conforti - Console Incerti. È lui all'inizio della storia a consegnare la lista dei congiurati a Paperino, in quanto pentito e anche lui facente parte della congiura stessa.
- Il capitano Lombardi si trasforma nel Capitano Pavidoni, cui Paperino avrebbe dovuto dare la lista dei congiurati per darla al Re. A causa di un attentato dei Bassotti, fugge e Paperino resta con la lista in mano.
- Lucia - Mantiene lo stesso nome. È la moglie del Dottor de Ceppis. Sentendosi in colpa per aver fatto perdere il titolo nobiliare a Pico sposandosi con lui, scappa all'inizio rubando un calesse. Poi ritornerà alla fine dove diventerà Contessa per concessione del Re.

## Differenze
- Le morti diventano trasformazioni in cactus e sono operate sempre e solo da Amelia.
- Filo, invece di morire per sifilide, viene rinchiuso da Paperina in una stanza, dove trova casualmente una formula magica e, leggendola, finisce sulla luna, dove soffoca.
- Lucia invece di suicidarsi fugge all'inizio e poi alla fine ritorna.
- Non è presente il personaggio dell'abate Van Necker.